# Solovey
Solovey (ukrainisch Соловей, wiss. Transliteration Solowej, deutsch Nachtigall) ist ein ukrainischsprachiger Popsong, welcher von Taras Schewtschenko und Kateryna Pawlenko geschrieben und der ukrainischen Band Go_A interpretiert wurde. Der Titel gewann den Widbir 2020 und sollte somit die Ukraine beim Eurovision Song Contest 2020 in Rotterdam vertreten.

## Hintergrund
Im Januar 2020 wurde bekannt gegeben, dass die Band Go_A an der ukrainischen Vorentscheidung zum Eurovision Song Contest 2020 namens Widbir teilnehmen. Am 8. Februar 2020 fand das erste Halbfinale statt, in dem die Gruppe den zweiten Platz erreichen konnte. Im Finale am 22. Februar vereinigte die Gruppe die jeweilige Höchstzahl der von der Jury und von den Zuschauern verteilten Punkten und ging somit als Sieger der Show hervor. Die Sängerin Pawlenko bezeichnete das Gewinnen ihrer Band als „Gewinn für die ukrainische Kultur“.

## Musik und Text
Der Titel ist komplett auf Ukrainisch verfasst. Pawlenko hatte es abgelehnt, einen englischen Text für das Stück zu verfassen. Sie schrieb zusammen mit ihrem Bandmitglied Schewtschenko die Musik, den Text alleine. Die Sängerin habe sich hierbei vom Volkslied Solowej inspirieren lassen, welches von Anton Delwig getextet und von Alexander Aljabjew komponiert wurde. Außerdem habe sie den Titel nach eigenen Erfahrungen geschrieben. Inhaltlich gehe es um eine Frau, welche sich verliebt und nicht mehr ernst genommen werde. Jedoch sei sie stark genug, den Spieß umzudrehen und die Situation mit Würde zu bewältigen. Das Lied besteht aus zwei Strophen, welche von einem Refrain unterbrochen werden. Die zweite Strophe ist deutlich kürzer als die Erste. Danach folgt eine Bridge, woraufhin der Refrain zweimal wiederholt wird.
Der gesamte Titel wird mit dem sogenannten weißen Gesang vorgetragen. Das Arrangement ist geprägt durch eine Mischung aus elektronischer Musik und volksmusikalischen Instrumenten.

## Beim Eurovision Song Contest
Die Ukraine hätte im ersten Halbfinale des Eurovision Song Contest 2020 mit diesem Lied auftreten sollen. Aufgrund der fortschreitenden COVID-19-Pandemie wurde der Wettbewerb jedoch abgesagt. Es wäre der erste Titel des Contests gewesen, welcher komplett in Ukrainisch verfasst ist.

## Veröffentlichung
Bereits im Rahmen der Vorentscheidung wurde der Titel der Öffentlichkeit vorgestellt. Anfang März wurde eine leicht überarbeitete Version vorgestellt.